# Collage (gruppo musicale italiano)
Collage è un complesso musicale italiano che ha riscosso un buon successo a cavallo tra gli anni settanta e ottanta, collezionando anche una seconda posizione, nel 1977, al Festival di Sanremo con Tu mi rubi l'anima.
Il genere musicale di riferimento è quello del pop melodico italiano.

## Esordi e storia
Prendendo spunto, per il nome, dall'album Collage della band Le Orme, il primo nucleo del complesso si costituisce a Olbia nel 1971 dall'unione tra i MAL P2 e i The Angels dei fratelli Piero e Tore Fazzi, originari di Alà dei Sardi. L'idea è del chitarrista olbiese Piero Pischedda, realizzata sotto la guida del sassofonista/manager Paoluccio Masala, tuttofare della band.
La prima formazione comprende Masino Usai alla batteria, Piero Pischedda alla chitarra solista, il napoletano Pino Ambrosio alle tastiere e voce, Tore Fazzi al basso e voce, Piero Fazzi alla chitarra ritmica e voce, oltre al cantante Luciano Degortes, che nel 1974 abbandonerà definitivamente il gruppo, anche per la chiamata al servizio militare. Il quintetto inizia a suonare in Sardegna, ma già nel 1972 partecipa come ospite al festival di Castrocaro con il brano Tu che pensi a tutto. La band viene notata da Massimo Di Cicco, produttore, che nel 1975 consente il debutto del complesso in sala per la registrazione del brano Angeli sbagliati, che diverrà il primo 45 giri della sua discografia.
Già nella formazione a cinque (per la defezione di Degortes), il complesso dei Collage ottiene un contratto con la Harmony, etichetta di proprietà della SAAR di Walter Guertler, e nel 1976 vince il Festival di Castrocaro con la canzone Due ragazzi nel sole, con cui riscuote un notevole successo e raggiunge la fama presso il grande pubblico.
Nel 1977 la band approda a Sanremo per partecipare alla 27ª edizione del festival della canzone italiana con il brano Tu mi rubi l'anima (classificandosi al secondo posto): i due primi singoli raggiungono le vette delle classifiche e portano al successo il loro primo album Due ragazzi nel sole, ripubblicato dopo la partecipazione al festival di Sanremo col titolo Tu mi rubi l'anima.
Negli anni a seguire il successo arriva sempre puntuale con brani come Sole rosso, Lei non sapeva far l'amore, Donna musica, Un'altra estate, La gente parla, I ragazzi che si amano.
Tra un tour e l'altro la band partecipa ad altre tre edizioni del festival di Sanremo (alla XXIX edizione del 1979 con La gente parla, alla XXXI edizione del 1981 con I ragazzi che si amano e alla XXXIV edizione del 1984 con Quanto ti amo) e lancia in Spagna e Sudamerica Como dos niños, Poco a poco..., La gente habla e Sol caliente, versioni spagnole di alcuni tra i maggiori successi del complesso.
Dopo un periodo di riflessione e alcune defezioni, sul principio degli anni novanta i fratelli Fazzi, unici superstiti della formazione originale, avvalendosi della collaborazione di altri musicisti (tra cui Mario Chessa, violinista e tastierista), danno luogo alla sperimentazione di nuove sonorità che caratterizzano un nuovo corso artistico; il rilancio discografico avviene con l'album cd Replay del 1994 e nel 2000, con l'album antologico Settantaseiduemila contenente anche brani live.
Nel 2003 nascono le nuove atmosfere di Abitudini e no, un progetto discografico di inediti dove le melodie italiane si vestono di sonorità e ritmi rock-blues e persino funky.
Dal concerto registrato nell'agosto 2008 a Muro Leccese (Lecce) viene pubblicato un doppio album live nel 2010, che raccoglie le atmosfere delle ultime esibizioni e un nuovo singolo inedito: Non ti dimenticherò.
Nel 2010 il complesso si assesta sotto forma di quartetto, mentre dal 2012 entra in pianta stabile il batterista e percussionista Francesco Astara. Sette anni dopo esce invece Inconfondibile, da cui viene estratto il primo singolo Ascolta.
Nel 2020 il frontman Tore Fazzi pubblica il suo primo album solista, Lughe noa, contenente tracce inedite in lingua sarda, quasi esclusivamente di sua composizione, oltre la più classica delle melodie sarde, “No potho reposare”.
In ottobre 2022 il gruppo pubblica un singolo, Accanto. Otto mesi più tardi, nel giugno 2023, esce Rinasco, secondo singolo.

## Formazione

### Formazione attuale
- Tore Fazzi - voce e basso
- Uccio Soro - voce e chitarre
- Fabio Nicosia – tastiera, voce
- Francesco Astara – batteria, percussioni

### Formazione storica
- Masino Usai  - batteria dal 1971 al 1991
- Piero Pischedda (1956-2019) - chitarra  dal 1971 al 1991
- Pino Ambrosio  - tastiere e voce dal 1971 al 1991
- Tore Fazzi - voce e basso  dal 1971 - presente
- Piero Fazzi  - voce e chitarra acustica dal 1971 al 2020

### Ex componenti
- Luciano Degortes - voce dal 1971 al 1974
- Mario Chessa  - tastiere, violino, voce dal 1992 al 2015
- Davide Moscatiello - batteria dal 2000 al 2011
- Nico D'Alessio - chitarra dal 2001 al 2010
- Carmine Migliore - chitarra dal 1993 al 1996 e dal 2000 al 2001
- Pino Liberti - batteria dal 1993 al 2000
- Giampiero Gotti - chitarra dal 1997 al 2000

## Discografia

### Album in studio
- 1976 – Due ragazzi nel sole
- 1977 – Due ragazzi nel sole '77
- 1977 – Piano piano m'innamorai di te
- 1979 – Concerto d'amore
- 1980 – Donna musica
- 1982 – Stelle di carta
- 1994 – Replay
- 2003 – Abitudini e no
- 2017 – Inconfondibile

### Album antologici e live
- 1980 – Raccolta di successi
- 1981 – I successi dei Collage
- 1987 – Raccolta di successi vol. 2
- 2000 – Settantaseiduemila
- 2010 – ...Non ti dimenticherò - Live Concert

### Singoli
- 1975 – Angeli sbagliati/Dammi il tempo (Erre Records, RR 3079)
- 1976 – Due ragazzi nel sole/Ma che faccia da schiaffi (Up, UP 10004)
- 1977 – Tu mi rubi l'anima/Io non ti venderei (Up, UP 10009)
- 1977 – Lei non sapeva far l'amore/La notte era alta (Up, UP 10014)
- 1977 – Piano piano... m'innamorai di te/Io (Ricordi, SRL 10848)
- 1978 – Sole rosso/Dicci come ti chiami (Ricordi, SRL 10868)
- 1979 – La gente parla/Voli anche tu (Ricordi, SRL 10891)
- 1979 – Un'altra estate/Mania (Ricordi, SRL 10903)
- 1979 – S.O.S./Zingara nel cuore (Ricordi, SRL 10909)
- 1980 – Donna musica/Stasera tu (Ricordi, SRL 10921)
- 1981 – I ragazzi che si amano/Mille volte te (Lupus, LUN 4915)
- 1982 – Scimmia/Prestigiatore (Lupus, LUN 4924)
- 1982 – Ed io canto per te/Una donna resta sempre sola (Lupus, LUN 4930)
- 1984 – Quanto ti amo/Aspettami (Baby Records, BR 50314)
- 1986 – La mia anima non te la do/Angeli di strada (Lupus, LUN 5002)
- 2003 – Abitudini e no/Tu hai l'amore/Due ragazzi nel sole (Radio Edit) (autoprodotto, Collage 013)
- 2004 – Non vivo più a metà/Quando non sorridi/A Rositedda (autoprodotto, Collage 015)
- 2010 – Non ti dimenticherò
- 2017 – Ascolta
- 2022 – Accanto
- 2023 -- Rinasco

## Discografia spagnola

### 33 giri
- 1977 - Como dos niños (Due ragazzi nel sole) (Hispavox, HXS 001-50)
- 1978 - Poco a poco... me enamoré de ti (Dischi Ricordi, S 60.030)
- 1979 - Concierto de amor (Dischi Ricordi, 200.707-I)
- 1980 - Niña musica (Dischi Ricordi, d 403611)
- 1995 - Las mejores canciones (Konga Music, CXCD 173)
- 1997 - En español (Divucsa, 32-309)

### 45 giri
- 1977 - Como dos niños/Ma che faccia da schiaffi (Hispavox, 45-1499)
- 1978 - Poco a poco...me enamore de ti/Yo (RCA Records, CRS-015)
- 1978 - Sol caliente/Yo (Dischi Ricordi, 45-1743)
- 1979 - La gente habla/Voli anche tu (Dischi Ricordi, 100.344)
- 1980 - Niña musica (Dischi Ricordi, A-102.579)

## Discografia parziale in altri paesi

### 33 giri
- 1977 - Due ragazzi nel sole (Alvorada, LP S 30 16); pubblicato in Portogallo

### 45 giri
- 1976 - Due ragazzi nel sole/Ma che faccia da schiaffi (Ariola 17613); pubblicato in Germania
- 1977 - Tu mi rubi l'anima/Due ragazzi nel sole (CP CP 510); pubblicato in Canada
- 1980 - Yo/Tu dolcemente mia (Micsa); pubblicato in Argentina